# تل أبو هريرة
تل أبو هريرة منطقة في الجزيرة الفراتية في سوريا وجدت فيها أقدم آثار للقمح المزروع في العالم، ولهذا يعتقد أن استئناس القمح حدث في هذه المنطقة. غمرت مياه بحيرة الأسد هذه المنطقة بعد إنشاء سد الفرات.
يقع تل «أبو هريرة» على الضفة اليمنى لنهر الفرات «الضفة الشامية»، ويبعد عن مدينة «الرقة» حوالي /80/ كم غرباً، وعن مدينة الثورة الطبقة تقريبا 25 كم وقد غمرته مياه بحيرة "الأسد" بعد بناء سد الفرات. وسُكن الموقع في عصرين مختلفين، زمن العصر الأول هو العصر الحجري الوسيط /11500/ ق.م، والثاني العصر الحجري الحديث بعد فترة الجفاف التي اجتاحت العالم في نهاية العصر الحجري الوسيط، والتي انتهت في عام /9500/ ق.م.

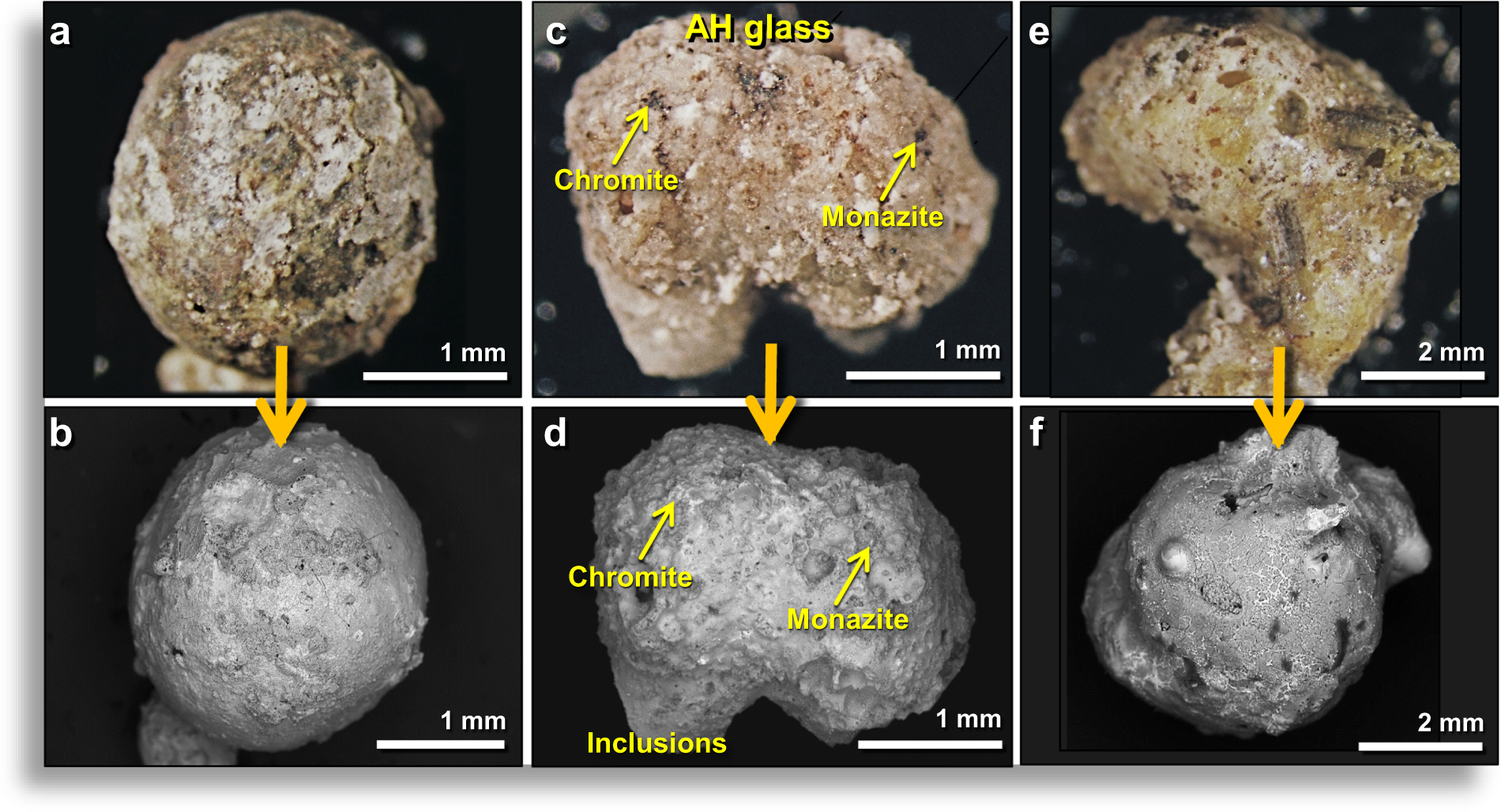
بقايا زجاج منصهر عثر عليه في منطقة تل أبو هريرة

اسم «أبو هريرة»، اسم حديث حمله التل الشهير، ويعتقد أنه يرتبط باسم الصحابي الشهير «أبو هريرة» راوي الحديث، نتيجة وقوع التل في مكان موقعة "صفين" التي جرت بين علي بن أبي طالب ومعاوية بن أبي سفيان.

## وصلات خارجية
- الهياكل العظمية لمجتمع أبو هريرة من مجلة العلوم الأمريكية - النسخة العربية